# Pocałunki (tom poetycki Antoniego Langego)
Pocałunki – okolicznościowy zbiór liryków miłosnych Antoniego Langego wydany w 1925 w Warszawie. W przeciwieństwie do pozostałych zbiorów tego autora, utrzymanych w tonie filozoficzno-intelektualnym (min. Gdziekolwiek jesteś), Pocałunki obejmują krótkie i lekkie formy wierszowane, jak np. scherzo. Tematyka tych wierszy jest jasna i nieskomplikowana, a forma kunsztowna. Miłość przedstawiona jest prosto i idyllicznie (bez obciążenia kwestiami egzystencjalnymi), z naciskiem na ulotność i urok chwili. Autor często opiera się na muzyce impresjonistycznej, barokowym koncepcie oraz estetyzmie.